# بيلا بلوم
بيلا بلوم (بالمجرية: Blum Béla)‏ هو مجدف مجري، ولد في 1892 في بودابست في المجر، وتوفي في 1957.

## وصلات خارجية
- بيلا بلوم على موقع الاتحاد الدولي للتجديف (الإنجليزية)
- بيلا بلوم على موقع أوليمبيديا (الإنجليزية)